# Anadara transversa
Anadara transversa es un molusco bivalvo de la familia Arcidae. Se le conoce comúnmente como almeja o almeja de arca. Esta especie de bivalvo es marina.

## Clasificación y descripción
La especie A. transversa es de color blanco amarillento, con el interior blanco. La forma es típicamente oblonga. Presenta una escultura de costillas radiales rebordeando generalmente la valva izquierda pero no visibles en la valva derecha. Líneas de crecimiento comarginales y concéntricas. La bisagra es lisa y presenta una gran cantidad de dientes. El ligamento es delgado y largo. La parte ventral del margen está aserrada. Esta especie de bivalvo llega a medir hasta 42 mm de longitud. Se le ha localizado hasta 73 metros de profundidad.
Valva derecha e izquierda del mismo animal:

Valva derecha
Valva izquierda

## Distribución
Esta especie de distribuye de Cabo Codera a Florida, Texas, Veracruz y Campeche. En México se distribuye en la parte sur del estado de Veracruz y en Campeche.

## Ambiente
Esta especie de bivalvo se localiza en zonas con sedimentos limo-arenosos de aguas someras, usualmente cerca de la desembocadura de ríos y lagunas costeras.

## Estado de conservación
Se le puede localizar en mercados de artesanías.
No se encuentra en ninguna categoría de protección, ni en la Lista Roja de la IUCN (International Union for Conservation of Nature) ni en CITES (Convención sobre el Comercio Internacional de Especies Amenazadas de Fauna y Flora Silvestres).